# Mount Pleasant (hrabstwo Green)
Mount Pleasant – miasto w Stanach Zjednoczonych, w stanie Wisconsin, w hrabstwie Green.